# Sphaeroma sieboldii
Sphaeroma sieboldii is een pissebed uit de familie Sphaeromatidae. De wetenschappelijke naam van de soort is voor het eerst geldig gepubliceerd in 1889 door Adrien Dollfus.